# Arnold Gottfried Benser
Arnold Gottfried Benser (* 1700 in Bielefeld; † 10. September 1760 in Lübeck) war ein deutscher Kaufmann und Ratsherr der Hansestadt Lübeck.

## Leben
Arnold Gottfried Benser war der Sohn des Ratsherrn Gottfried Benser in Bielefeld. Er wurde 1716 zu seinem Onkel, dem Seidenhändler Johann Hermann Benser († 1730), nach Lübeck in eine kaufmännische Lehre geschickt. Als Kaufmann wurde er Mitglied der Korporation der Novgorodfahrer in Lübeck und bereiste Dänemark und Pommern. In einer Aufstellung Lübecker Unternehmen von 1743 heißt es über Benser, er handelt mit diversen Sorten Material- und Specerey-Waaren en Gros, hat auch daneben eine gute Amidams-Fabrique und Weinlager in der Braun-Straße.
Zunächst in den bürgerlichen Kollegien ehrenamtlich tätig wurde er 1742 in den Lübecker Rat erwählt. 1754 war er verwaltender Vorsteher der Stiftung Füchtingshof.
Die erste Anpflanzung der heutigen Travemünder Allee als Linden-Allee geht auf ein Senatsdekret vom 3. November 1758 zurück, mit welchem Benser als Ratsherr und Baufhofsherr auf seine entsprechende Vorlage hin die Freigabe für den Beginn der Arbeiten erhielt.

## Familie
Benser heiratete 1725 Magdalena Katharina Benser, eine Tochter seines Onkels. Der Ratsherr Ludwig Philipp Roeck war sein Schwippschwager und seit 1722 mit Maria Elisabeth Benser verheiratet. Die gleichnamige Tochter Magdalena Catharina Benser heiratete 1754 seinen Sohn, den Kaufmann Ludwig Philipp Roeck und wurde die Mutter von Hermann Friedrich Roeck.